# Emiel van Moerkerken
Emiel van Moerkerken, ook wel Emile van Moerkerken (Haarlem, 15 augustus 1916 – Amsterdam, 6 maart 1995) was een Nederlands (surrealistisch) fotograaf, cineast en schrijver. Van Moerkerken wordt gezien als een van de belangrijkste surrealistische kunstenaars uit Nederland van de jaren dertig en veertig van de 20e eeuw. Hij was zoon van schrijver prof. dr. P.H. van Moerkerken, kleinzoon van de fel antikatholieke theoloog Tjeerd Cannegieter en tevens vader van fotograaf, columnist en politicus Bruno van Moerkerken en grootvader van schrijver Leeuw van Moerkerken. Van Moerkerken werkte gedurende de Tweede Wereldoorlog samen met onder meer C. Buddingh', Louis Th. Lehmann, Theo van Baaren en Gertrude Pape aan het surrealistische tijdschrift De Schone Zakdoek. In 1983 won Van Moerkerken een Gouden Kalf voor zijn film Volgend jaar in Holysloot.

## Biografie[1]
Als telg van een artistieke familie was Van Moerkerkens belangstelling voor fotografie al vroeg gewekt. Zijn vader, prof. dr. P.H. van Moerkerken, was schrijver en hoogleraar/directeur aan de Rijksacademie van Beeldende kunsten in Amsterdam. Door zijn moeder, Johanna Petronella Cannegieter, kwam hij op jonge leeftijd in aanraking met fotografie. Tijdens reizen naar Parijs met zijn ouders in de jaren twintig nam de jonge Van Moerkerken zijn eerste foto's. Vanaf 1931 ging hij naar de Odenwaldschule in Duitsland, waar hij naast fotografie ook begon met filmen. Vanaf zijn zestiende volgde hij de Filmtechnische Leergang onder leiding van Willem Bon en in 1934 maakte hij zijn eerste film, Sonate '34, een kunstzinnig vormexperiment.
In de jaren dertig verbleef Van Moerkerken veel in Parijs, waar hij mensen ontmoette als Brassaï, Salvador Dalí, André Breton en Man Ray. Hij behoorde tot de surrealistische kringen. In 1938 werd hij door Breton uitgenodigd om foto's te publiceren in het tijdschrift Minotaure. Van Moerkerken weigerde echter het nieuwe surrealistische manifest te ondertekenen vanwege meningsverschillen binnen het communisme. Breton wees Van Moerkerken daarop de deur.
Tijdens de Tweede Wereldoorlog werkte Emiel aan communistische verzetsfilms en samen met onder meer C. Buddingh', Louis Th. Lehmann, Theo van Baaren en Gertrude Pape aan het surrealistische tijdschrift De Schone Zakdoek. Dit tijdschrift kon door de lage oplage onder de censuur van de nazi's verborgen blijven.
Na de oorlog legde hij zich steeds meer toe op portretfotografie en maakte hij honderden portretten van beroemde schrijvers en kunstenaars, zoals Brassaï, Willem Frederik Hermans, Annie M.G. Schmidt, Bertolt Brecht en Gerard Reve, maar ook van de sjah van Perzië: Mohammad Reza Pahlavi. Veel van deze foto's worden tot op heden nog gebruikt als omslagfoto's. Van Moerkerken werkte ook in de filmindustrie en werkte in 1949 mee aan de film The Third Man, met Orson Welles. Hij maakte enkele films, waarvan De Wadlopers in 1950 op het Filmfestival van Cannes werd vertoond.

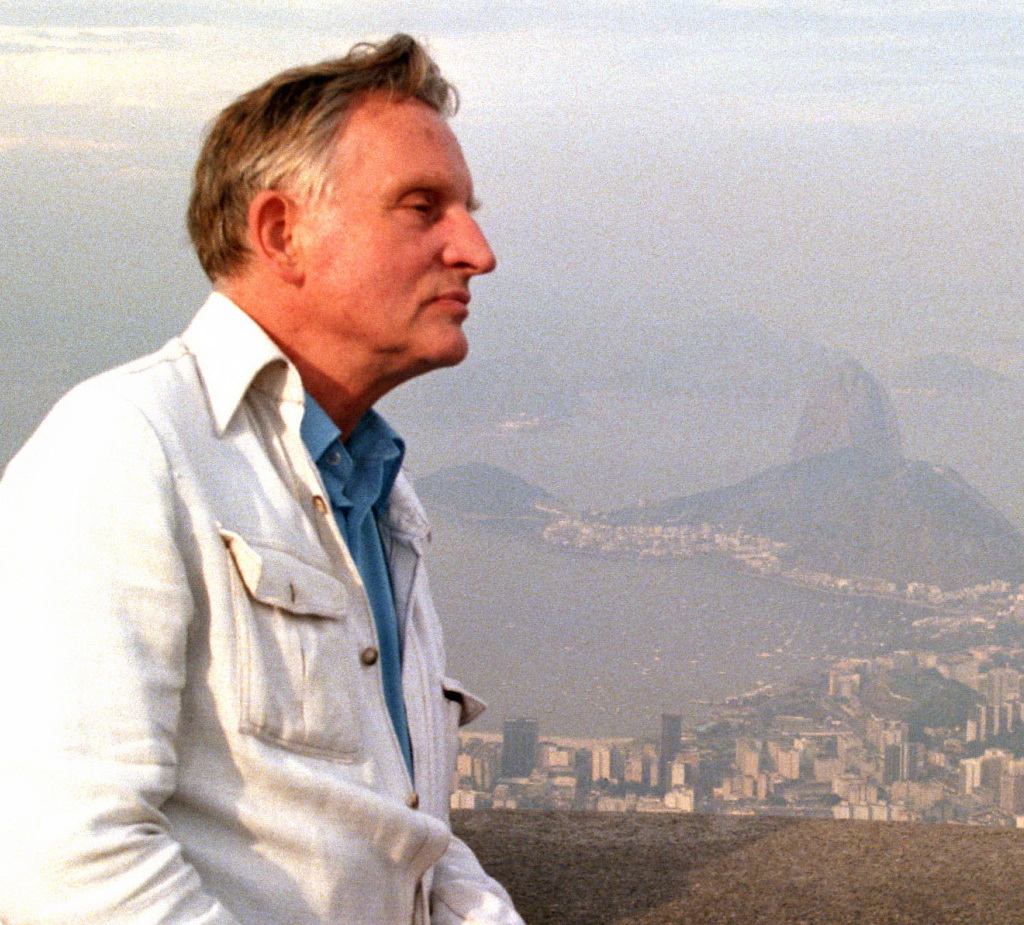
Van Moerkerken in Rio de Janeiro, 1986

Van 1967 tot 1979 was Van Moerkerken docent film- en cameratechniek en waarnemingspsychologie aan de Nederlandse Filmacademie in Amsterdam. Daarnaast was hij van 1966 tot 1981 wetenschappelijk hoofdmedewerker bij het psychologisch laboratorium van de Universiteit van Amsterdam, vakgroep Functieleer.
In 1983 won Van Moerkerken een Gouden Kalf voor zijn korte film Volgend jaar in Holysloot, waarin hij zelf de hoofdrol speelde. De film gaat over een blinde man die door vele landschappen op de wereld loopt op weg naar Holysloot, een metafoor voor filmmakers die zich blindstaren op de roem van Hollywood.
Op 6 maart 1995 overleed Van Moerkerken op 78-jarige leeftijd in Amsterdam. Hoewel hij zichzelf nooit als fotograaf maar altijd als filmmaker zag, werden na zijn overlijden zijn surrealistische foto's uit de jaren dertig en veertig steeds beroemder. Hij is de enige Nederlandse fotograaf die in die periode een dergelijk groot aantal foto's heeft genomen die nauw aansluiten bij de internationale surrealistische beeldtaal.

## Foto's in openbare collecties (selectie)
- Rijksmuseum Amsterdam[2]
- Stedelijk Museum Amsterdam[3]
- Centraal Museum in Utrecht[4]
- Fotomuseum Den Haag[5]

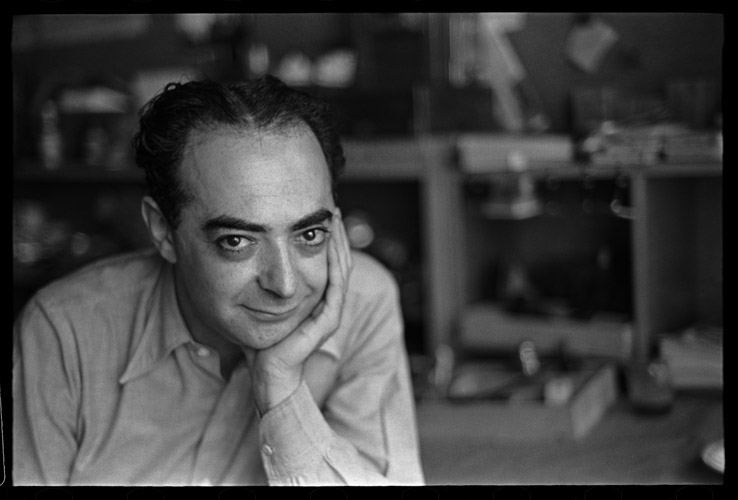
Brassaï (1936, foto door Van Moerkerken)

- Instituut Collectie Nederland (ICN).
- Stadsarchief Amsterdam
- Literatuurmuseum, Den Haag

## Fotografie

### Fotoboeken (monografieën)
- Emiel van Moerkerken (2011), groot overzichtswerk van Emiel van Moerkerken. Bevat ook een uitgebreid essay over leven en werk van Emiel van Moerkerken, door Minke Vos.
- Foto's (1989)
- Meisjes van Nederland (1959), met tekst van Jan Blokker.
- Amsterdam (1957) Met een inleiding door Adriaan Morriën.
- Reportages in licht en schaduw (1947), met een voorwoord van Simon Carmiggelt.

### Portretfoto's gemaakt door Van Moerkerken
Van Moerkerken heeft veel schrijvers, dichters en beeldend kunstenaars gefotografeerd in hun debuutperiode:
| - A. Alberts, 1953 - Theo van Baaren, 1944 - J. Bernlef, 1963 - Willem Bon, Ned. cineast, 1935 - Menno ter Braak, 1939 - Brassaï, 1936 - Bertolt Brecht, 1954 - L.E.J. Brouwer, wiskundige, 1944 - Simon Carmiggelt, 1947 - Max Dendermonde, 1943 - Lodewijk van Deyssel, 1934 - Günter Eich, Duits schrijver, 1954 - Jan Elburg, 1946 - Emile Erens, 1936, 1941 - Frans Erens, 1929, 1930 - Chr.J. van Geel, 1938, 1941, 1961 | - André Gide, 1946 - Willem Frederik Hermans, 1951, 1963 - Joris Ivens, Ned. cineast, 1947 - Egon Erwin Kisch, 1935 - Jef Last, 1934, 1936, 1948, 1961 - Halldór Laxness, 1963 - Paul Léautaud, 1946 - Louis Th. Lehmann, 1939, 1942, 1949, 1953 - Doeschka Meijsing, 1975 - Henry Miller, 1960 - Bruno van Moerkerken, diverse jaren - P.H. van Moerkerken, diverse jaren - Henry de Montherlant, 1946 - Adriaan Morriën, 1944, 1955 - Geert van Oorschot (R.J. Peskens), 1946 - Mohammad Reza Pahlavi, 1960 - E. du Perron, 1939 - Gerard Reve, 1955 | - Adriaan Roland Holst, 1943, 1948 - Frank Rubin, Deens schilder, 1955, 1964 - Renate Rubinstein, 1968 - Koos Schuur, 1946 - Annie M.G. Schmidt, 1950] - Albert Vigoleis Thelen, 1953 - Stefan Themerson, 1972 - Simon Vestdijk, 1939 - Boris Vian, 1954 - Dolf Verspoor, 1936, 1951, 1974 - Victor van Vriesland, 1947 - Carel Willink, 1943 - Jan Wit, 1940 - Jan Wolkers, 1963 |

## Films (regie)
Onderstaande (korte) films bevinden zich alle in het Eye Filmmuseum te Amsterdam.
- Volgend jaar in Holysloot (1983). Deze film kreeg in 1983 het Gouden Kalf voor de beste korte film.
- Maison Picasiette (1977, i.s.m. Maarten Kloos)
- Magic Picture Book (1976)
- Sonata Chipolata (1973)
- Improvisatie (1972)
- Droompaleis, Le palais idéal du Facteur Cheval (VPRO, 1969)
- Feuillefilm 5 (VPRO, 1967)
- Bergtoppen in de oceaan (Zomerdagen op de Faeröer) (VPRO, 1966)
- Signalement van de hik (1965)
- Au revoir (1964)
- IJsland (1963)
- Good Morning (1963)
- De Wadlopers (1959), vertoond op filmfestival van Cannes onder de titel: Les Alpinistes de la Mer.
- The Cuckoo Waltz (Koekoekswals) (1955, met beeld uit de jaren 30)
- Chomeniki (Sikkens lakfabrieken, 1948)
- Limehouse Blues (1936-1948)
- Na 100 jaar (Spoorwegfilm) (camera, 1939)
- Kijkjes in de dierentuin (1936: nooit voltooid)
- Sonate (1934)

### Onder pseudoniem: Eric Terduyn
- De IJsprinses (1982)
- Volgend jaar in Holysloot (1979)
- Samen uit samen thuis (1957)

## Literaire publicaties

### Onder eigen naam
- Beter ten halve gedwaald dan ten hele gekeerd (met Theo van Baaren, L.Th. Lehmann, Getrude Pape) (2010)
- De eerste herinnering, samenstelling Nico Scheepmaker (1988)
- De Schone Zakdoek 1941-1944 (1981)
- Intermezzo en andere literaire bijdragen aan ‘De Schone Zakdoek’, inleiding door L.Th. Lehmann (2004)

### Onder pseudoniem Eric Terduyn
- Oma's Hemelvaart, in: Kinderen (1994)
- E.T., in: Spiegel van de surrealistische poëzie in het Nederlands (1989)
- De Schone Zakdoek 1941-1944 (1981)
- Colomba, in: Aan het werk (1981)
- Menswording, in: Verhaal Halen (1980)
- Onvoltooide trilogie, in Tirade nr. 151, p. 561-580 (november 1969)
- Menswording, in: Vandaag (1967)
- Harponneke's herfstavond, in: Vandaag nr. 7 (Zwarte Beertjes, Bruna, Utrecht 1961)
- Oma's hemelvaart, in: Vandaag nr. 6, Zwarte Beertjes (1959)
- Samen uit, in: De Baanbreker nr. 37/38 (21 september 1946)
- Eer de rozen verwelkt zijn (1945)
- Eer de rozen verwelkt zijn, in: Criterium nr. 5, p. 215-224 (1945-1946)

## Andere publicaties

### Onder eigen naam
- Een duik in het verleden, in: Tirade nr. 230, p. 587-594 (november 1977)
- Achtergronden van een trucfoto en een echte foto (25-11-1939), in: Vestdijk Kroniek nr. 17 (september 1977)
- Surrealistische objecten, in: Chr.J. van Geel, De ene kunst leeft nooit zonder de andere, althans bij mij (1977), p. 13-20
- André Gide en de cinema, in: Maatstaf nr. 7 (De Arbeiderspers, november 1969)
- Noordelijk reistriptiek, in: Algemeen Handelsblad (25 januari 1966, p. 16-17)
- Nogmaals de gaatjescamera, in: Vakfotografie (1966, 4, p. 31-32)
- Het experimentele ideaalportret, in: Elegance jaargang 16, nr. 9, p. 16-19 (juli 1959)

### Onder pseudoniem Eric Terduyn
- Een ontmoeting met Boris Vian (1954), in: Litterair Paspoort (De Arbeiderspers 1974)
- Fotograferen in Leningrad, in: Vrij Nederland (11 januari 1964)
- Dagboek van een fotograaf (The Daybooks of Edward Weston, vol. I), in: Litterair Paspoort 169, p. 174-175 (oktober 1963)
- Fotograferen in Moskou, in: Vrij Nederland (2 november 1963)
- Jef Last, Vuur en vlam. Bloemlezing uit het volledige dichtwerk van Jef Last (Boekvink, 1958)
- Diverse bijdragen in Litterair Paspoort (gedurende 1946-1967) (Meulenhoff)
- 'Notitie over Chaplin', in: Criterium nr. 2, p. 93-95 (1945-1946)

### Correspondentie
Van Moerkerken heeft met veel schrijvers, dichters en beeldend kunstenaars correspondentie gevoerd. De meeste brieven zijn terug te vinden in het Literatuurmuseum te Den Haag.
| - Theo van Baaren - Fred Batten - Menno ter Braak - Boudewijn Büch - C. Buddingh' - J. Gans - Chr.J. van Geel - Wim Gerdes - André Gide - J.P. Guépin - Willem Frederik Hermans - Max de Jong - Leo Klatser | - Gerrit Krol - Jef Last - Paul Léautaud - Louis Th. Lehmann - Rudie van Lier - R. van Lieshout - Hendrik Marsman - Lizzy Sara May - Henry de Montherlant - Adriaan Morriën - Nel Noordzij - E. du Perron - Gerard Reve | - Adriaan Roland Holst - J. Slauerhoff - Koos Schuur - Stefan Themerson - M. Vasalis - Adriaan van der Veen - Simon Vestdijk - Dolf Verspoor - H. Visser - Leo Vroman - Jan Wolkers |

## Exposities (solo en deelname)
(vette jaartallen zijn solotentoonstellingen)
- 2022, oktober-februari 2023. Stadsarchief Amsterdam, Al die Amsterdamse mensen...Foto's 1935-1975.
- 2020, juli-november. Museu Picasso, Barcelona, JAMAIS Óscar Domínguez & Pablo Picasso.
- 2020, oktober-januari 2021, Museum voor modern realisme MORE, Gorssel. Nieuwe kaders - schilderkunst fotografie film 1920-1940.
- 2019, oktober-februari 2020. Stadsarchief Amsterdam, Modern Perspectives, Foto & Film Amsterdam 1920-1940.
- 2019, juni-januari 2020. Centre Pompidou - Metz, Metz, Rebecca Horn. Théâtre des métamorphoses [Theatre of Methamorphoses].
- 2017. mei-september. Frans Hals Museum, Haarlem, Humor. 101 jaar lachen om kunst.
- 2016, december-februari 2017. Fotomuseum Den Haag, Nacht ontwaakt [Night Wakens].
- 2016, oktober-december. Museum Hilversum, Hilversum, PS Camera.
- 2014. Rijksmuseum, Amsterdam, Modern Times.
- 2014, juni-november. Deutsches Filmmuseum, Frankfurt am Main,Bewusste Halluzinationen [Conscious Hallucinations].
- 2014, februari-juni. Centraal Museum, Utrecht, Surreële Werelden.
- 2012, september - januari 2013. Eye Filmmuseum, Amsterdam, E*Cinema Academy.
- 2011, april-september. Fotomuseum Den Haag, Emiel van Moerkerken, retrospectief.
- 2011, februari-mei. Schirn Kunsthalle, Frankfurt am Main, Surreale Dinge [Surreal Objects].
- 2003, mei-juni. Fotofestival Naarden, Grenzeloos [boundless].
- 2002. Fotomuseum Den Haag, Fotografen in Nederland 1852-2002.
- 1997. Institut Valencià d'Art Modern (IVAM), Valencia, El objeto surrealista.
- 1995, september. Utrecht, Nederlands Film Festival.
- 1995, mei-juni. Naarden, Fotofestival Naarden.
- 1994. december. Melkweg Galerie, Amsterdam, 50 jaar Schrijversportretten bij De Bezige Bij.
- 1992. Montpellier
- 1991, september-oktober. Galerie Lumen Travo, Amsterdam, Emiel van Moerkerken: Retrospectief 1929-1991.
- 1991, maart-april. Kabinet Hendrik Beekman, Alkmaar, Surrealisme & Fotografie.
- 1989, juli-september. Rijksmuseum Twenthe, Enschede, Rijksaankopen 1988.
- 1989. Wenen, Museum moderne Kunst, Das innere der Sicht.
- 1989, maart-mei. Gemeentemuseum De Wieger, Deurne, resp. Leeuwarden, resp. Leiden, De automatische verbeelding.
- 1987. De Meervaart, Amsterdam, Naakt voor de camera.
- 1986, mei-juni. Nieuwe Kerk, Amsterdam, Foto '86.
- 1986. Galerie f.32, Amsterdam, Emiel van Moerkerken & Gerard van der Heide (Foto '86).
- 1985. Gemeentearchief, Amsterdam, Amsterdam 1950-1959, 20 fotografen.
- 1985. Galerie Zabriskie, Parijs, La Photographie surréaliste avant 1940.
- 1985. Museum Fodor, Amsterdam
- 1984. Museum Folkwang, Essen, Subjektive Fotografie.
- 1984. Enschede, Fotobiennale Enschede.
- 1983, oktober. Utrecht, Nederlands Film Festival (voorheen Nederlandse Filmdagen).
- 1983. Galerie 1900-2000, Parijs, Trajectoires 1905-1983.
- 1979. Gemeentemuseum, Den Haag, Fotografie in Nederland 1920-1940.
- 1978-1979. Stedelijk Museum, Amsterdam, Fotografie in Nederland 1940-1975.
- 1966. Handelsbeurs, Utrecht, Ekspo: Tussederusse.
- 1964. Milaan, Tredicesima Triennale di Milano.
- 1958. Staatlichen Schule für Kunst und Handwerk, Saarbrücken, Subjektive Fotografie 3.
- 1957. La Cave Internationale, Amsterdam. 24e Foto-expositie. Vakantie-kiekjes van E. van Moerkerken.
- 1955. Grand Palais des Champs-Elysées, Premier Biennale Photo-Cinéma.
- 1954-1955. Staatlichen Schule für Kunst und Handwerk, Saarbrücken, Subjektive Fotografie 2.
- 1953. Le Canard, Amsterdam, E. van Moerkerken (boven), en Photocol (beneden).
- 1952. Gemeentemuseum, Den Haag, Fotoschouw '52.
- 1950. Stedelijk Van Abbe-Museum, Eindhoven, Internationale tentoonstelling Vakfotografie 1950.
- 1938, juni-augustus. Nieuwezijds Voorburgwal 256, Amsterdam, Surrealistische schaduwtentoonstelling.
- 1937. Stedelijk Museum, Amsterdam, Foto '37.
- 1936. Gebouw De Geelvinck, Amsterdam, De Olympiade onder dictatuur (D.O.O.D.) .

## Meerdere foto's in
- Salomon Kroonenberg - De aarde volgens W.F. Hermans - De schrijver als geoloog (Atlas Contact, 2023)
- Anthon Beeke - Amsterdam, Amsterdam - Een beeld van een stad in 150 jaar fotografie (Koninklijke Kampert en Helm Rotaform BV, 2022)
- Frits Boterman - Tussen utopie en crisis - Nederland in het interbellum 1918-1940 (De Arbeiderspers, 2021)
- J.M.A. Buiskool Toxopeus - Van pulp tot pléiade - Het boek der boeken, een fotobibliografie van Willem Frederik Hermans (BuTox BV, 2021)
- Jaap van der Bent  - De dichter die het niet wilde zijn - Leven en werk van Louis Lehmann (AFdH uitgevers, 2021)
- Jaap van der Bent & Paul Abels (red.) - 'Het air van de man, die niet begrepen is' (AFdH uitgevers, 2020)
- Marieke Jooren (red.) - Nieuwe kaders - schilderkunst fotografie film 1920-1940 (Museum voor modern realisme MORE, W-Books, 2020)
- Emmanuel Guignon, George Sebbag - JAMAIS Óscar Domínguez & Pablo Picasso (Museu Picasso, Barcelona 2020)
- Lenno Munnikes - De snelle hap, in De smaak van Amsterdam, 700 jaar stedelijke eetcultuur (Amstelodamum, Virtùmedia, 2019)
- Anneke van Veen - Modern Perspectives, Foto en Film, Amsterdam 1920-1940 (Thoth Bussum, Stadsarchief Amsterdam, 2019)
- Rebecca Horn - Théâtre des métamorphoses (Centre Pompidou-Metz, 2019)
- Het grote Nederlandse kunst boek (WBOOKS, Zwolle 2019)
- Humor, 101 jaar lachen om kunst (Frans Hals Museum Haarlem, 2017)
- Realisme in Nederland (nai010 uitgevers, 2016)
- Modern Times, Photography in the 20th Century (Rijksmuseum Amsterdam, 2014)
- Fotoverhalen (Fotomuseum Den Haag, 2014)
- Forbidden Games, Surrealist and Modernist Photography (Cleveland Museum of Art, Cleveland Ohio, USA 2014)
- Conscious Hallucinations (Bewusste Halluzinationen), Filmic Surrealism (Deutsches Filminstitut, Frankfurt am Main 2014)
- Die Widmung, Von der Vielfalt handschriftlicher und gedruckter Widmungen in Büchern (Centre national de littérature, 2013)
- Ik ben een onderling onverzoenlijk ratjetoe, Een keuze uit zijn brieven (Chr. J. van Geel) (Van Oorschot 2012)
- In de schaduw van morgen, Neorealisme in Nederland (Museum voor Moderne Kunst Arnhem, Uitgeverij de Kunst, Wezep 2012)
- Het Nederlandse fotoboek, Een thematische selectie, na 1945 (NAi uitgevers, Rotterdam 2012)
- Surreal Objectes (Surreale Dinge), Three-dimensional Works from Dalí to Man Ray (Schirn Kunsthalle Frankfurt 2011)
- Gare du Nord, Nederlandse fotografen in Parijs 1900-1968 (Ludion, Fotomuseum Den Haag 2011)
- La photograpie n'est pas l'art, Collection Sylvio Perlstein.(Musée d'Ixelles Bruxelles; Musées de la ville de Strasbourg 2009)
- Fotografie in het Stedelijk, De geschiedenis van een collectie (NAi Uitgevers 2009)
- Het jaren 40 boek (Waanders uitgevers, Zwolle, 2008)
- Nieuwe geschiedenis van de fotografie in Nederland, Dutch Eyes (Waanders, Zwolle 2007)
- De gedrevene tussen de dorens, Leven en werk van de Leidse dandy-student Gerard Goudriaan (1919-1949) (De Nieuwe Vaart, Leiden 2003)
- Rookgordijnen, Roken in de kunsten: van olieverf tot celluloid (Ludion, Kunsthal Rotterdam 2003)
- grenzeloos[boundless], fotofestival|naarden 29/5 - 22/6 2003 (FotoFestival Naarden 2003)
- Dancing through time, Le emozioni del ballo nelle immagini dei grandi fotografi (Motta Editore, Milano 2000)
- De Amerikaanse droom in Nederland (Sun, Nijmegen 2000)
- Vrouwen leven en werk ein de twintigste eeuw (Amsterdam University Press, 1998)
- El objeto surrealista (IVAM Centre Julio González, Valencia 1997)
- 100 Foto's uit de collectie van het Stedelijk Museum Amsterdam (Stedelijk Museum en Uitgeverij Thoth, Bussum 1996)
- Een Kunstolympiade in Amsterdam, reconstructie van de tentoonstelling D.O.O.D. 1936 (Waanders uitgeverij, Zwolle 1996)
- 150 jaar Fotografie, Een keuze uit de collectie van de Rijksdienst Beeldende Kunst (SDU-uitgeverij, 's Gravenhage 1989)
- Das Innere der Sicht, Surrealistische Fotografie der 30er und 40er Jahre (Österreichises Fotoarchiv im Museum moderner Kunst 1989)
- De Automatische Verbeelding, Nederlandse surrealisten (Meulenhoff, Amsterdam 1989)
- De Nieuwe Fotografie in Nederland (Fragment Uitgeverij, Amsterdam 1989)
- Foto in omslag, Het Nederlandse documentaire fotoboek na 1945 (Fragment Uitgeverij, Amsterdam 1989)
- Het oog in het wild, surrealisme & schilderkunst (Sun/LOKV, Nijmegen/Utrecht 1989)
- 66 zelfportretten van Nederlandse fotografen (Nicolaas Henneman Stichting, Amsterdam 1989)
- Het literair eeuwboek, Honderd jaar het boek van het jaar (De Bijenkorf, Amsterdam 1986)
- Foto '86 - Amsterdam (Stichting Amsterdam Foto, Staatsuitgeverij, Den Haag 1986)
- Amsterdam 1950-1959, 20 fotografen (Gemeentearchief, Fragment, Amsterdam 1985)
- Les mystères de la chambre noire, le surréalisme et la photographie (Flammarion, Paris 1982)
- Fotografie in Nederland 1920 - 1940 (Staatsuitgeverij 1979)
- Chr.J. van Geel, De ene kunst leeft nooit zonder de andere, althans bij mij (samenstelling E. de Waard) (Meulenhoff, Amsterdam 1977)
- Een nieuwe kijk op Werelddelen (Meulenhoff, Amsterdam 1967)
- Gandalf nr. 21 (1967)
- Gandalf nr. 19 (1967)
- Cinestud 1960. Cuchoo Waltz, Internationaal ASVA-festival voor studentenfilms (1960)
- Het experimentele ideaalportret (Elegance, 07-1959)
- Jonge vrouwen van Nederland (Elegance, 02-1959)
- Dichter, Autoren der Gegenwart (C. Bertelsmann Verlag, Gütersloh 1958)
- la littérature, l'art néerlandais d'aujourd'hui (Contact, Amsterdam 1956)
- Van jaar tot jaar van boek tot boek, 1905-1955, Hoogtepunten uit vijftig jaar Nederlandse letterkunde (Bert Bakker e.a., Den Haag 1956)
- Vakfotografie 1950 (Stedelijk Van Abbe Museum, Eindhoven 1950)
- Diverse bijdragen in Litterair Paspoort in de periode 1946-1955 (Meulenhoff)
- Contax Guide - W.D. Emanuel (The Focal Press, London/New York, Eleventh Edition, 1948)